# Анхел Босио
Анхел Босио (шп. Ángel Bossio; Буенос Ајрес, 5. мај 1905 — Авељанеда, 31. август 1978) био је аргентински голман. Звали су га „Ла маравиља еластика” („еластично чудо”) захваљујући својој окретности.
Босио је био члан аргентинске екипе која је учествовала на Олимпијским играма 1928. године и освојила сребрну медаљу.
Учествовао је и на првом светском првенству у фудбалу 1930. године, где је Аргентина поново заузела друго место иза Уругваја. За Аргентину је играо 21 пут између 1927. и 1935. године.
На клупском нивоу, Босио је играо за Талерес де Ремедиос де Ескалада 1920-их пре него што се придружио Ривер Плејту након професионализације аргентинског фудбала 1931. године.